# Värmland (hạt)
Hạt Värmland (Värmlands län) là một hạt hay län ở tây trung bộ Thụy Điển. Hạt này giáp các hạt thuộc Thụy Điển: Dalarna, Örebro và Västra Götaland, cũng như các hạt của Na Uy Østfold, Akershus và Hedmark về phía tây.
Hạt này có lãnh thổ gần trùng với tỉnh Värmland, trừ các đô thị Karlskoga và Degerfors thuộc hạt Örebro.

## Địa hình
Địa hình chủ yếu là cao nguyên, với đỉnh cao nhất là Brånberget, nằm ở phía bắc với độ cao 691 mét. Vùng này phong phú rừng cây và được chia cắt bởi nhiều dòng sông và hồ dài, hẹp. Đất đai canh tác hạn chế, chỉ tập trung ở một số thung lũng và vùng đất thấp xung quanh phía nam hồ. Värmland đã biến đổi nguồn tài nguyên gỗ và quặng sắt phong phú của mình thành nền công nghiệp, đặc biệt là trong lĩnh vực khai thác sắt, chế biến gỗ và sản xuất giấy. Karlstad, thủ phủ của quận, là một trong những thành phố công nghiệp hàng đầu.

## Các đô thị
- Arvika
- Eda
- Filipstad
- Forshaga
- Grums
- Hagfors
- Hammarö
- Karlstad
- Kil
- Kristinehamn
- Munkfors
- Storfors
- Sunne
- Säffle
- Torsby
- Årjäng